# Istituto ticinese di alti studi
L'Istituto ticinese di alti studi è stato un istituto post-universitario, improntato ai criteri di ricerca della Fondazione Ludwig Keimer («Stiftung Ludwig Keimer für vergleichende Forschung in Archäologie und Ethnologie») di Basilea, che l'aveva promosso, ebbe sede a Lugano dal 1970 al 1973.
Scopo principale dell'Istituto fu la promozione del metodo comparativo per gli studi archeologici ideato da Ludwig Keimer e portato avanti dall'erede spirituale e successore alla presidenza della fondazione, l'egittologo principe Boris de Rachewiltz, metodo che innovava lo studio dell'archeologia. Presidente dell'Istituto fu Boris de Rachewiltz, vicepresidente l'indologo e iranista Pio Filippani-Ronconi e direttore lo storico delle religioni Elémire Zolla. L'istituto poté contare sull'appoggio di un pre-comitato promotore locale, presieduto da Romano Amerio.
Il primo ciclo di lezioni s'inaugurò nell'aula magna del liceo cantonale il 22 agosto 1970 e si concluse nella sala Carlo Cattaneo del consolato italiano il 28 agosto. I cicli di insegnamento successivi si svolsero poi ogni estate alla villa Heleneum a Lugano-Castagnola fino al 1973. Nel 1971 i corsi si tennero dal 31 agosto al 10 settembre, sul tema «I principi della lingua sacra e della musica sacra». Questo ciclo di lezioni fu preceduto dalla commemorazione per il 2500º anniversario della fondazione dell'Impero persiano, tenuta da Pio Filippani-Ronconi nella sala della Biblioteca cantonale. Nel 1972, tra il 30 agosto e l'8 settembre, si trattò di musica e religione nella storia della medicina, tra etnoiatria, archeologia, musicologia e scienze religiose. Tra il 29 agosto e il 7 settembre 1973, sotto il titolo «Il sacro nel diritto», si svolsero corsi su musica e canto sacro antichi, e una presentazione degli ultimi metodi dello scavo e dell'esplorazione archeologica.
Ogni anno le sessioni si concludevano con un concerto di canto gregoriano del Coro Palestrina di Locarno, diretto dal maestro Walter Rüsch, che si esibiva nella chiesa luganese di Santa Maria degli Angeli. Anche in seguito alle dimissioni di Filippani-Ronconi, i corsi furono sospesi alla fine della sessione del 1973 e in seguito non vennero più ripresi.